# 千座の岩屋

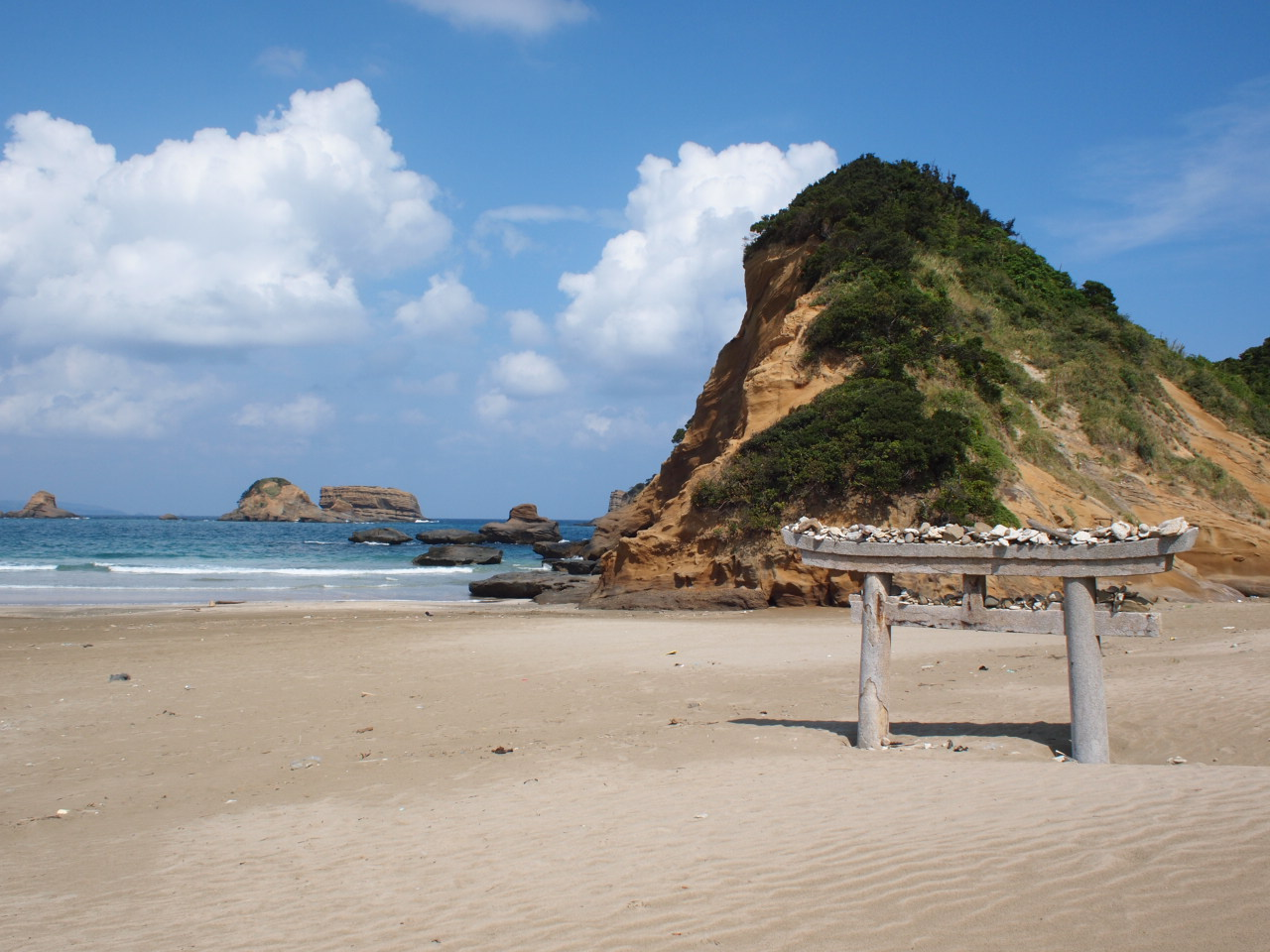
千座の岩屋外観

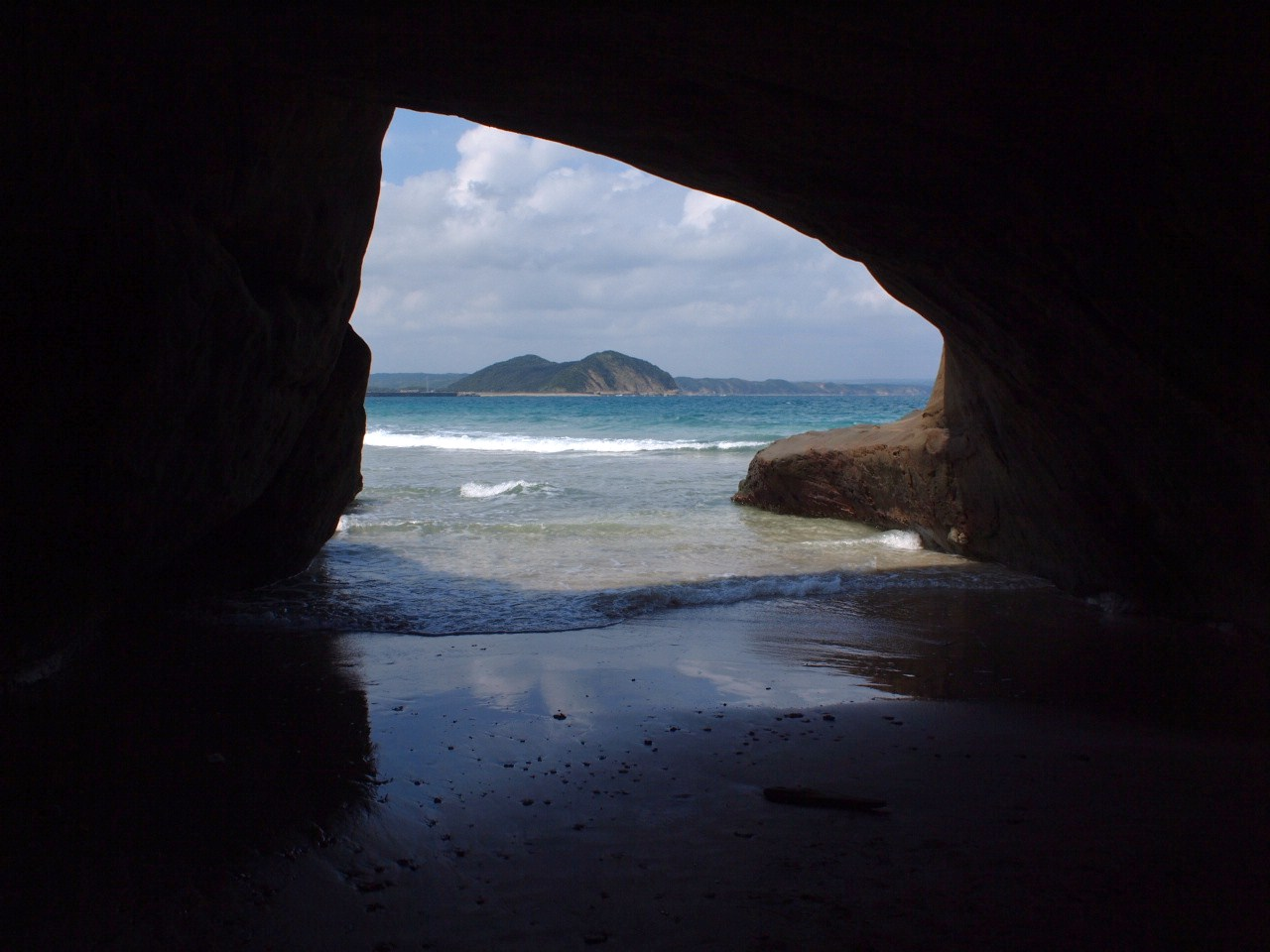
岩屋内部からの景色

千座の岩屋（ちくらのいわや）は、日本の鹿児島県南種子町にある洞窟である。
種子島の東岸、中種子町と南種子町の境に位置する熊野浦の南端浜田海岸に海食によってできた岩窟であり、内部の広さが千座、あるいは畳千枚ともいわれたことからこの名で呼ばれる。
周囲は砂浜であり、沖合に浜島、竹島を望む景勝地として知られた。
元禄2年（1689年）に上妻隆直が記した『懐中島記』には、「窟中南北14間、東西19間、其の中間大柱あり、廊下あり、潮汐出入り口二ツ」とあり、天保14年（1843年）に薩摩藩がまとめた『三国名勝図会』には「窟口高8 - 9尺、横11間許、深凡29間、窟中に自然の石柱数基立つ。是波風の穿つ所にして、景状奇なり」とある。